# Theramenes exiguus
Theramenes exiguus is een insect uit de orde Phasmatodea en de familie Heteropterygidae. De wetenschappelijke naam van deze soort is voor het eerst geldig gepubliceerd in 2003 door Hennemann & Conle.